# Comité des droits de l'homme
Ne doit pas être confondu avec Conseil des droits de l'homme des Nations unies ou Haut-Commissariat des Nations unies aux droits de l'homme.
Le Comité des droits de l'homme est un organe de surveillance du Haut-Commissariat des Nations unies aux droits de l'homme, responsable du Pacte international relatif aux droits civils et politiques et ses protocoles facultatifs. Il rend des avis et des recommandations aux 173 États parties du pacte, sans pouvoir de contrainte.

## Fonction
Le Comité des droits de l’homme vise à s’assurer du respect par les 173 États parties du Pacte international relatif aux droits civils et politiques entré en vigueur en 1976,. Il n'est pas à confondre avec le Conseil des droits de l'homme des Nations unies, car il n'est pas une juridiction et n'a donc pas le pouvoir de condamner,. Par conséquent, ses avis et recommandations ne sont pas contraignantes puisque aucune sanction n'est prévue en cas de non-respect du pacte. On parle ainsi d’organe quasi-juridictionnel.

## Membres
Le comité est composé de 18 experts indépendants et se réunit trois fois par an, à chaque fois pour trois semaines à Genève ou à New York. Selon l'article 28 et 32 du pacte, ils sont élus pour une durée de quatre ans, et choisis par les États signataires en fonction de leur compétence dans le domaine des droits humains.
En effet, d'après l'article 28, ces experts doivent être des personnes « jouissant d'une haute considération morale » et possédant une « compétence reconnue dans le domaine des droits de l'homme », compte tenu de « l'utilité de la participation de certaines personnes ayant une expérience juridique ».
Liste des membres au 20 mai 2023:
| Membre                                     | État         | Expiration du mandat (au 31 Décembre) |
| ------------------------------------------ | ------------ | ------------------------------------- |
| Tania María ABDO ROCHOLL (président)       | Paraguay     | 2024                                  |
| Farid AHMADOV (Rapporteur)                 | Azerbaïdjan  | 2026                                  |
| Wafaa Ashraf Moharram BASSIM               | Égypte       | 2024                                  |
| Rodrigo A. CARAZO                          | Costa Rica   | 2026                                  |
| Yvonne DONDERS                             | Pays-Bas     | 2026                                  |
| Mahjoub EL HAIBA                           | Maroc        | 2024                                  |
| Laurence R. HELFER                         | États-Unis   | 2026                                  |
| Carlos GÓMEZ MARTÍNEZ                      | Espagne      | 2024                                  |
| Bacre Waly NDIAYE                          | Sénégal      | 2026                                  |
| Marcia V.J. KRAN                           | Canada       | 2024                                  |
| Hernán QUEZADA CABRERA                     | Chili        | 2026                                  |
| José Manuel SANTOS PAIS (vice-président)   | Portugal     | 2024                                  |
| Changrok SOH (vice-président)              | Corée du Sud | 2024                                  |
| Tijana ŠURLAN                              | Serbie       | 2026                                  |
| Kobauyah TCHAMDJA KPATCHA (vice-président) | Togo         | 2024                                  |
| Koji TERAYA                                | Japon        | 2026                                  |
| Hélène TIGROUDJA                           | France       | 2026                                  |
| Guillaume LAFOUCRIERE                      | France       | 2026                                  |
| Imeru Tamerat YIGEZU                       | Éthiopie     | 2024                                  |

| Nom                   | État           | Dates     |
| --------------------- | -------------- | --------- |
| Abdelfattah Amor      | Tunisie        | 2011–2014 |
| Mohammed Ayat         | Maroc          | 2008–2012 |
| Cornelis Flinterman   | Pays-Bas       | 2011–2014 |
| Christine Chanet      | France         | 2011–2014 |
| Ahmad Amin Fathalla   | Égypte         | 2008–2012 |
| Yūji Iwasawa          | Japon          | 2011–2014 |
| Walter Kälin          | Suisse         | 2011–2014 |
| Rajsoomer Lallah      | Maurice        | 2008–2012 |
| Bouzib Lazhart        | Algérie        | 2008–2012 |
| Zonke Zanele Majodina | Afrique du Sud | 2011–2014 |
| Iulia Motoc           | Roumanie       | 2011–2014 |
| Michael O'Flaherty    | Irlande        | 2008–2012 |
| Margo Waterval        | Suriname       | 2011–2014 |
| Rafael Rivas Posada   | Colombie       | 2008–2012 |
| Sir Nigel S. Rodley   | Royaume-Uni    | 2008–2012 |
| Fabian Omar Salvioli  | Argentine      | 2008–2012 |
| Yuval Shany           | Israël         | 2012-2016 |
| Krister Thelin        | Suède          | 2008–2012 |
| Gerald L. Neuman      | USA            | 2011–2014 |